# On Location: The World Tour
On Location: The World Tour è la tournée dei Dire Straits che ebbe luogo dal 22 ottobre 1980 al 6 luglio 1981.
Alcuni concerti del tour furono introdotti da un riarrangiamento del tema principale del film Il buono, il brutto, il cattivo, composto da Ennio Morricone.

## Formazione

### Dire Straits
- Mark Knopfler – voce e chitarra
- John Illsley – basso e cori
- Hal Lindes – chitarra e cori
- Alan Clark – tastiere
- Pick Withers – batteria

### Altri musicisti
- Joop de Korte – percussioni (parti marginali)[3]

## Concerti
America del Nord
1. 22 ottobre 1980 – Commodore, Vancouver, Columbia Britannica,  Canada
2. 23 ottobre 1980 – Showbox, Seattle, Washington,  Stati Uniti
3. 24 ottobre 1980 – State University, Portland, Oregon,  Stati Uniti (scaletta 1)
4. 26 ottobre 1980 – Old Waldorf, San Francisco, California,  Stati Uniti
5. 27 ottobre 1980 – Old Waldorf, San Francisco, California,  Stati Uniti (scaletta 1)
6. 28 ottobre 1980 – Roxy, Los Angeles, California,  Stati Uniti (scaletta 1)
7. 29 ottobre 1980 – Roxy, Los Angeles, California,  Stati Uniti
8. 31 ottobre 1980 – Fridays (TV), Los Angeles, California,  Stati Uniti
9. 2 novembre 1980 – Agora, Dallas, Texas,  Stati Uniti
10. 3 novembre 1980 – Armadillo, Austin, Texas,  Stati Uniti
11. 4 novembre 1980 – Agora, Houston, Texas,  Stati Uniti
12. 5 novembre 1980 – Saenger Performing Arts Centre, New Orleans, Louisiana,  Stati Uniti
13. 6 novembre 1980 – State University, Baton Rouge, Louisiana,  Stati Uniti
14. 7 novembre 1980 – Brothers Music Hall, Birmingham, Alabama,  Stati Uniti
15. 8 novembre 1980 – Agora, Atlanta, Georgia,  Stati Uniti
16. 9 novembre 1980 – Exit Inn, Nashville, Tennessee,  Stati Uniti
17. 11 novembre 1980 – Bayou, Washington DC,  Stati Uniti
18. 12 novembre 1980 – Emerald City, Filadelfia, Pennsylvania,  Stati Uniti (scaletta 1)
19. 13 novembre 1980 – Stage West, Hartford, Connecticut,  Stati Uniti
20. 14 novembre 1980 – Beacon Theatre, New York, New York,  Stati Uniti (scaletta 2)
21. 15 novembre 1980 – Capitol Theatre, Passaic, New Jersey,  Stati Uniti (scaletta 2)
22. 16 novembre 1980 – Berklee Performance Centre, Boston, Massachusetts,  Stati Uniti (scaletta 1)
23. 18 novembre 1980 – Agora, Cleveland, Ohio,  Stati Uniti
24. 19 novembre 1980 – Royal Oak, Detroit, Michigan,  Stati Uniti
25. 20 novembre 1980 – Park West, Chicago, Illinois,  Stati Uniti
26. 21 novembre 1980 – Park West, Chicago, Illinois,  Stati Uniti
27. 23 novembre 1980 – Massey Hall, Toronto, Ontario,  Canada

Europa
1. 26 novembre 1980 – Top of the Pops (TV), Londra,  Regno Unito
2. 29 novembre 1980 – Old Grey Whistle Test (TV), Londra,  Regno Unito
3. 1º dicembre 1980 – Victoria Hall, Hanley,  Regno Unito
4. 2 dicembre 1980 – Apollo, Manchester,  Regno Unito
5. 3 dicembre 1980 – Apollo, Manchester,  Regno Unito
6. 4 dicembre 1980 – City Hall, Sheffield,  Regno Unito
7. 5 dicembre 1980 – City Hall, Sheffield,  Regno Unito
8. 6 dicembre 1980 – Apollo, Glasgow,  Regno Unito
9. 7 dicembre 1980 – Capitol, Aberdeen,  Regno Unito
10. 8 dicembre 1980 – Playhouse, Edimburgo,  Regno Unito
11. 9 dicembre 1980 – City Hall, Newcastle,  Regno Unito
12. 10 dicembre 1980 – City Hall, Newcastle,  Regno Unito (scaletta 3)
13. 12 dicembre 1980 – University, Lancaster,  Regno Unito
14. 13 dicembre 1980 – University, Lee,  Regno Unito
15. 14 dicembre 1980 – Odeon, Birmingham,  Regno Unito
16. 15 dicembre 1980 – Odeon, Birmingham,  Regno Unito
17. 16 dicembre 1980 – Assembly Rooms, Derby,  Regno Unito
18. 17 dicembre 1980 – Gaumont, Ipswich,  Regno Unito
19. 18 dicembre 1980 – Gaumont, Southampton,  Regno Unito
20. 19 dicembre 1980 – Westfahlenhalle, Dortmund,  Germania Ovest
21. 22 dicembre 1980 – Rainbow Theatre, Londra,  Regno Unito
22. 23 dicembre 1980 – Rainbow Theatre, Londra,  Regno Unito
23. 24 dicembre 1980 – Rainbow Theatre, Londra,  Regno Unito
24. 31 dicembre 1980 – Stadium, Dublino,  Irlanda
25. 1º gennaio 1981 – Stadium, Dublino,  Irlanda
26. 2 gennaio 1981 – City Hall, Cork,  Irlanda
27. 3 gennaio 1981 – Leisureland, Galway,  Irlanda
28. 5 gennaio 1981 – Ulster Hall, Belfast,  Regno Unito
29. 6 gennaio 1981 – Ulster Hall, Belfast,  Regno Unito

Australia e Nuova Zelanda
1. 22 marzo 1981 – Entertainment Centre, Perth,  Australia
2. 25 marzo 1981 – Festival Hall, Melbourne,  Australia
3. 26 marzo 1981 – Festival Hall, Melbourne,  Australia
4. 27 marzo 1981 – Festival Hall, Melbourne,  Australia
5. 28 marzo 1981 – Festival Hall, Melbourne,  Australia
6. 29 marzo 1981 – Festival Hall, Melbourne,  Australia
7. 30 marzo 1981 – Festival Theatre, Adelaide,  Australia
8. 31 marzo 1981 – Festival Theatre, Adelaide,  Australia
9. 1º aprile 1981 – Festival Theatre, Adelaide,  Australia
10. 2 aprile 1981 – Festival Theatre, Adelaide,  Australia
11. 4 aprile 1981 – Regent Theatre, Sydney,  Australia
12. 5 aprile 1981 – Regent Theatre, Sydney,  Australia
13. 6 aprile 1981 – Regent Theatre, Sydney,  Australia
14. 7 aprile 1981 – Regent Theatre, Sydney,  Australia
15. 8 aprile 1981 – Regent Theatre, Sydney,  Australia
16. 9 aprile 1981 – Regent Theatre, Sydney,  Australia
17. 10 aprile 1981 – Festival Hall, Brisbane,  Australia
18. 11 aprile 1981 – Festival Hall, Brisbane,  Australia
19. 15 aprile 1981 – Western Springs Stadium, Auckland,  Nuova Zelanda

Europa
1. 5 maggio 1981 – Rhein-Main-Halle, Wiesbaden,  Germania Ovest (scaletta 4)
2. 6 maggio 1981 – Rhein-Main-Halle, Wiesbaden,  Germania Ovest (scaletta 4)
3. 7 maggio 1981 – Rhein-Neckar-Halle, Heidelberg,  Germania Ovest
4. 8 maggio 1981 – Freiheitshalle, Hof,  Germania Ovest
5. 9 maggio 1981 – Hemmerleinhalle, Norimberga,  Germania Ovest
6. 12 maggio 1981 – Olympiahalle, Monaco di Baviera,  Germania Ovest
7. 13 maggio 1981 – Messehalle, Stoccarda,  Germania Ovest
8. 14 maggio 1981 – Sporthalle, Colonia,  Germania Ovest
9. 15 maggio 1981 – Philipshalle, Düsseldorf,  Germania Ovest
10. 16 maggio 1981 – Grugahalle, Essen,  Germania Ovest
11. 18 maggio 1981 – Eissporthalle, Kassel,  Germania Ovest
12. 19 maggio 1981 – Niedersachsenhalle, Hannover,  Germania Ovest
13. 20 maggio 1981 – Eissporthalle, Berlino,  Germania Ovest
14. 21 maggio 1981 – CCH, Amburgo,  Germania Ovest
15. 22 maggio 1981 – CCH, Amburgo,  Germania Ovest
16. 24 maggio 1981 – Randershalle, Randers,  Danimarca
17. 25 maggio 1981 – Forum, Copenaghen,  Danimarca
18. 26 maggio 1981 – Grona Lund, Stoccolma,  Svezia
19. 28 maggio 1981 – Drammenhalle, Oslo,  Norvegia (scaletta 4)
20. 29 maggio 1981 – Scandinavium, Göteborg,  Svezia
21. 31 maggio 1981 – Ukki Hall, Helsinki,  Finlandia
22. 1º giugno 1981 – Ukki Hall, Helsinki,  Finlandia
23. 13 giugno 1981 – Rodahal, Kerkrade,  Paesi Bassi
24. 14 giugno 1981 – Jaap Edenhal, Amsterdam,  Paesi Bassi
25. 15 giugno 1981 – De Doelen, Rotterdam,  Paesi Bassi
26. 16 giugno 1981 – Rijnhal, Arnhem,  Paesi Bassi
27. 18 giugno 1981 – Palais Des Sports, Parigi,  Francia (scaletta 4)
28. 20 giugno 1981 – Hallenstadion, Zurigo,  Svizzera (scaletta 4)
29. 21 giugno 1981 – Patinoir Des Vernets, Ginevra,  Svizzera
30. 23 giugno 1981 – Palais Des Sports, Bordeaux,  Francia
31. 25 giugno 1981 – Palais Des Sports, Lione,  Francia
32. 26 giugno 1981 – Antique Theatre, Orange,  Francia
33. 27 giugno 1981 – Stadio Comunale, Sanremo,  Italia (scaletta 4)
34. 28 giugno 1981 – Stadio Comunale, Carrara,  Italia (scaletta 5)
35. 29 giugno 1981 – Velodromo Vigorelli, Milano,  Italia (scaletta 4)
36. 30 giugno 1981 – Antistadio, Bologna,  Italia (scaletta 6)
37. 1º luglio 1981 – Stadio Comunale, Torino,  Italia (scaletta 7)
38. 4 luglio 1981 – Festival, Torhout,  Belgio
39. 5 luglio 1981 – Festival, Werchter, Bruxelles,  Belgio
40. 6 luglio 1981 – Hall Omnisports, Lussemburgo,  Lussemburgo (scaletta 8)

## Scaletta

### Scaletta 1
1. Once Upon a Time in the West
2. Expresso Love
3. Down to the Waterline
4. Lions
5. Single Handed Sailor
6. Skateaway
7. Romeo and Juliet
8. In the Gallery
9. News
10. Sultans of Swing
11. Les Boys
12. Portobello Belle
13. Angel of Mercy
14. Tunnel of Love
15. Wild West End
16. Where Do You Think You're Going?

### Scaletta 2
1. Once Upon a Time in the West
2. Expresso Love
3. Down to the Waterline
4. Lions
5. Single Handed Sailor
6. Skateaway
7. Romeo and Juliet
8. In the Gallery
9. News
10. Sultans of Swing
11. Portobello Belle
12. Angel of Mercy
13. Tunnel of Love
14. Wild West End
15. Where Do You Think You're Going?
16. Solid Rock

### Scaletta 3
1. Once Upon a Time in the West
2. Expresso Love
3. Down to the Waterline
4. Lions
5. Skateaway
6. Romeo and Juliet
7. In the Gallery
8. News
9. Sultans of Swing
10. Les Boys
11. Portobello Belle
12. Angel of Mercy
13. Tunnel of Love
14. Wild West End
15. Where Do You Think You're Going?

### Scaletta 4
1. Once Upon a Time in the West
2. Expresso Love
3. Down to the Waterline
4. Lions
5. Skateaway
6. Romeo and Juliet
7. News
8. Sultans of Swing
9. Portobello Belle
10. Angel of Mercy
11. Tunnel of Love
12. Telegraph Road
13. Where Do You Think You're Going?
14. Solid Rock

### Scaletta 5
1. Once Upon a Time in the West
2. Expresso Love
3. Down to the Waterline
4. Lions
5. Romeo and Juliet
6. News
7. Sultans of Swing
8. Portobello Belle
9. Angel of Mercy
10. Tunnel of Love
11. Where Do You Think You're Going?
12. Solid Rock

### Scaletta 6
1. Once Upon a Time in the West
2. Expresso Love
3. Down to the Waterline
4. Lions
5. Romeo and Juliet
6. News
7. Sultans of Swing
8. Portobello Belle
9. Angel of Mercy
10. Tunnel of Love
11. Telegraph Road
12. Where Do You Think You're Going?
13. Solid Rock

### Scaletta 7
1. Once Upon a Time in the West
2. Expresso Love
3. Down to the Waterline
4. Lions
5. Skateaway
6. Romeo and Juliet
7. News
8. Sultans of Swing
9. Portobello Belle
10. Angel of Mercy
11. Tunnel of Love
12. Where Do You Think You're Going?
13. Solid Rock

### Scaletta 8
1. Once Upon a Time in the West
2. Expresso Love
3. Down to the Waterline
4. Lions
5. Skateaway
6. Romeo and Juliet
7. News
8. Sultans of Swing
9. Portobello Belle
10. Angel of Mercy
11. Tunnel of Love
12. Les Boys
13. Where Do You Think You're Going?
14. Solid Rock